# Dějiny Prahy do roku 1348

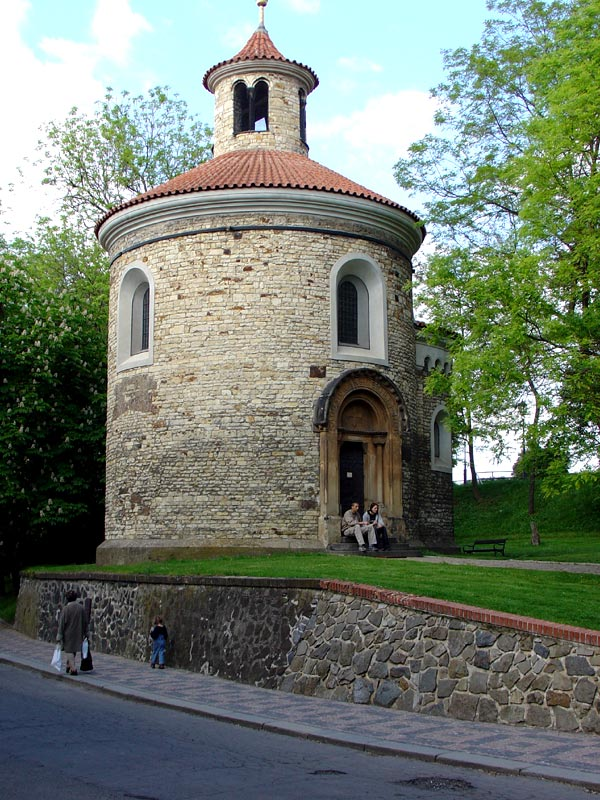
Románská rotunda na Vyšehradě

Dějiny Prahy do roku 1348 představují období od vzniku pražského podhradí po rozvoj středověkého souměstí před jeho zásadním rozšířením Karlem IV.
Rozvoj osídlení se datuje od konce 9. století, kdy kníže Bořivoj I. přenesl své sídlo a založil zde hradiště, pozdější Pražský hrad. Ve 13. století, kdy byl Hrad již hlavní sídlo českého království, bylo osídlení soustředěno do dvou opevněných královských měst, Starého Města a Malé Strany, ke kterým se později přidalo poddanské městečko Hradčany. Spolu s křesťanstvím se ze západu šířil vliv románského stavebního slohu (domy, Juditin most) a od 13. století slohu gotického (Anežský klášter, dům U Kamenného zvonu).

## Nejstarší osídlení
Nejstarší slovanské osídlení oblastí dnešní Prahy se soustřeďovalo v oblasti dnešního Veleslavína někdy kolem 6. století, během dalších dvou set let vznikla další hradiště v současné západní polovině města. Po osídlení oblasti dnešního Pražského hradu však hradiště rychle ztratila svůj význam. 

## Hradiště
Již v roce 885 na Pražském hradě vznikl první kostel, zasvěcen byl Panně Marii. Jednalo se o jeden z nejstarších kostelů v Čechách vůbec; jen dva roky před ním nechal Bořivoj postavit na Levém Hradci kostel sv. Klimenta.
Roku 895 následovalo po Svatoplukově smrti odtržení od Velké Moravy, byla uzavřena vazalská dohoda Spytihněva I. s východofranským králem Arnulfem Korutanským na ochranu před Uhry. Následovalo otevření karolinské kultuře a zavedení latinské liturgie. Vliv Byzantské říše od této doby začal rychle upadat.
Z 10. století je již doložena obchodnická osada v oblasti dnešní Malé Strany, roku 926 je vybudována rotunda sv. Víta na Pražském hradě, kam jsou následně o dalších 12 let později uloženy ostatky vévody sv. Václava. V druhé polovině téhož století je založen i Vyšehrad. Roste vliv křesťanství; od roku 973 sídlí v Praze i biskupství pražské (Pragensis), spadající pod mohučské arcibiskupství, prvním biskupem saský mnich Dětmar. Začínají se budovat první kláštery (břevnovský klášter, jiřský klášter). V kotlině pod hradem se postupně začínají osady rozrůstat a spojovat v jedno velké město. Z roku 965 se dochovalo první písemné svědectví arabsko-židovského kupce Ibráhíma ibn Jákúba o Praze (jako Fragha/Bragha/al Phraga či Baraga/Paraga) jako o bohatém obchodním městě (středisku obchodu s otroky) z kamene a vápna.
Od roku 995 se Praha stala jediným sídlem českého knížectví, poté co byli vyvražděni Slavníkovci, jako poslední z rodů, vládnoucích českému území. Veškerou moc tak získal rod Přemyslovců. Od začátku 11. století existovala již latinská škola, v druhé polovině téhož století již byly Čechy královstvím, se sídlem právě na Pražském hradě. Přesto svůj královský titul získal panovník Čech definitivně teprve až na začátku 13. století, takže královským městem Praha nebyla nadlouho.

## Hrad a podhradí
Kníže Soběslav I. přenesl sídlo z Vyšehradu zpět na původní hradiště, které od roku 1135 přestavoval na kamennými hradbami opevněný hrad. Oba břehy podhradí spojené dřevěným mostem měly charakter předměstského osídlení s individuálně opevněnými dvorci a dalšími stavbami (Týn). V roce 1172 byl dokončen Juditin most, historicky druhý nejstarší kamenný most ve střední Evropě. Vedle něj vyrůstala johanitská pevnost při kostele Panny Marie, na petřínské stráni byl budován mohutný premonstrátský Strahovský klášter. V této době se v Praze také již začínají stavět románské kamenné domy, např. palác v Řetězové ulici.

## Založení pražských měst
Roku 1230 též Staré Město, po spojení několika menších obcí, obehnaly hradby; následovalo zavedení jednotného městského práva, po vzoru norimberského práva. V této době vznikají na druhé straně za řekou také i Hradčany. 
V roce 1338 je založena Staroměstská radnice, roku 1342 je Juditin most stržen povodní. Krátce poté začíná být budován nový most, Karlův. O další dva roky později je pražské biskupství povýšeno na arcibiskupství a zahájena je i výstavba katedrály svatého Víta. V tomto období začíná vláda Karla IV., který do Prahy přesunul hlavní město Svaté říše římské. Následuje období rozvoje obchodu a prosperity.